# 真面目過ぎる君へ
「真面目過ぎる君へ」（まじめすぎるきみへ）は、日本のロックバンドアンダーグラフの4枚目のシングル。2006年3月22日フォーライフミュージックエンタテイメントよりリリースされた。

## 解説
前作「パラダイム」より約3ヶ月ぶりのリリースとなるアンダーグラフの4枚目のシングル。前作同様、通常盤<CD ONLY>・初回限定盤<CD+DVD>の2形態での発売となる。DVDは「真面目過ぎる君へ」のPVが収録されている。使われたコピーは「自分の中にある光を信じて」。
1stシングル「ツバサ」の大ヒット以降の売上低下に歯止めをかけることができず、初動売上を前作より大幅に下げオリコン週間ランキング15位にチャートインし、1stシングルからの4作連続トップ10入りは果たさなかった。
またこのシングルは発売当時ノンタイアップであったが、後に収録曲それぞれにタイアップがつき実質的にはダブルタイアップとなっている。

## 収録曲
1. 真面目過ぎる君へ
ボーカル真戸原は「今では新しい日々、変わらない日々、いろんなこれからの未来に不安を持っている人の背中を押してあげられる曲になった気がします。」とコメントしている。（公式ページより）
また、この楽曲はインディーズ時代から存在しているもので、自身のインディーズ最後のシングルとしてオールナイトニッポンレコーズよりリリースされている。それをこのタイミングでリリースする事についてボーカル真戸原は「このタイミングを逃すともうリリース出来なくなるって感覚的に思ったこと。これは全くマイナスな考え方じゃなく、少しずつでも前へ前へ進んでいるつもりでいる僕らが『真面目過ぎる君へ』という楽曲をリアレンジしたいと思える最後のチャンスだったということです」とコメントしている。（公式ページより。）この言葉どおり、楽曲にはアレンジが加えられており歌い方も若干変わっている。
発売後に、パソコンテレビGyaO開局1周年完全オリジナルドラマ『私の頭の中の消しゴム アナザーレター』主題歌。また、自身のレギュラーラジオ番組アンダーグラフのオールナイトニッポンエンディングテーマ曲となった。
2ndアルバム『素晴らしき日常』に収録。
2. ユメノセカイ
自身はよく「バンド感を前面にだした楽曲」とコメントしている。
発売後に、TV大阪プロ野球中継・阪神タイガース戦オープニング・テーマ（2006年4月-9月）となった。メンバー全員が阪神タイガースのファンなのでメンバーは「とてもうれしい」と何度も口にしている。
2ndアルバム『素晴らしき日常』の初回限定盤CDにライブ音源が収録されている。

- 作詞/作曲 真戸原直人
- 編曲 アンダーグラフ＋島田昌典(#1、3)

## 収録アルバム
- 『素晴らしき日常』(#1、#2(Disc2のみ)のライブバージョン)
- 『UNDER GRAPH』(#1、#2(Disc2のみ))